# Telegrafvæsnet, Bogtrykkeri, Landsraadsmøde, Retsmøde, Forsamlingshus, Badeanstalt
Telegrafvæsnet, Bogtrykkeri, Landsraadsmøde, Retsmøde, Forsamlingshus, Badeanstalt er en dokumentarfilm instrueret af Jette Bang.

## Handling
Telegrafstation i Grønland: En telegraf afsender meddelelse. Telefonforbindelse. Kortbølgesender og radiofoni. I 1925 åbnede de første radiostationer i Grønland. Siden er fulgt en række radiostationer langt kysten, der er nu 25 i alt. På kortbølgesenderen holdes dagligt forbindelse med København, hvorfra der sendes vejrmelding og nyheder. Hovedstationerne bestyres af danskere, men ellers passes radiostationerne af grønlændere. Hovedstationen ligger i Qaqortoq.
Bogtrykkeri: Håndsætteri, trykpresse, ark hæftes. Staten har to bogtrykkerier på Grønland. Læselysten er stor hos grønlænderne, men alligevel er kun forholdsvis få bøger trykt på grønlandsk. På bogtrykkeriet i Nuuk sættes satserne med hånden. Der findes hurtigpresse og hæftemaskiner. Lederen oversætter den grønlandske radioavis, der redigeres i København, til grønlandsk.
Landsrådsmøde i Qeqertarsuaq. Rådsmedlemmerne er iført fuldt ceremoniel. Landsfogeden giver medalje til sin tolk. Grønland sorterer under Statsministeriet, dets anliggender ordnes gennem et departement, Grønlands Styrelse, med landsfogederne i Nuuk og Qeqertarsuaq som de lokale repræsentanter. Grønlænderne har kommunalt selvstyre, og de to landsråd for Syd- og Nordgrønland drøfter ved en årlig samling regeringens grønlandske lovforslag og fremsætter egne ønsker. På landsmødet i Qeqertarsuaq modtager tolken kongens belønningsmedalje.
Retsmøde ved udsted: to danske repræsentanter, to grønlændere samt tiltalte er til stede. Kriminaliteten er lav, om end stigende. Egentlige fængsler findes ikke, som straf anvendes bøder, tvangsarbejde, forflyttelse til anden boplads eller udelukkelse fra adgang til butikken. Dommen afsiges af sysselmænd med en eller to danskere og ligeså mange grønlændere som meddommere.
Qaqortoqs forsamlingshus. Forskellige talere ses samt tilskuere. Befolkningen ved de fleste større kolonier har opført forsamlingshuse, der anvendes til foredrag, film, dans, fester m.m. 
Badeanstalt i Qaqortoq opført i sten. Tre børn kommer ud fra badehuset.